# الأردن في الألعاب البارالمبية الصيفية 2004
الأردن في الألعاب البارالمبية الصبفبة 2004- شارك الأردن في دورة الألعاب البارالمبية الصيفية 2004م ، والتي أقيمت في أثينا باليونان . وقد ضم الوفد الأردني 10 رياضيين، 5 رجال و5 نساء تنافسوا في عدد 2 رياضة.  واستطاع لاعبو الأردن الفوز بميداليتين، 1 فضية و1 برونزية واحتلوا بها المركز 64 في جدول الميداليات . 

## الحائزون على الميداليات
| ميدالية | اسم                                    | رياضة       | حدث                                   |
| ------- | -------------------------------------- | ----------- | ------------------------------------- |
| فضية    | جميل الشبلي                            | ألعاب القوى | دفع الجلة للرجال F57                  |
| برونزية | ختام أبو عوض مها البرغوثي فاطمة العزام | كرة الطاولة | فرق السيدات من الصف الرابع إلى الخامس |

## الرياضة

### ألعاب القوى

#### مجال الرجال
| رياضي        | الفئة | حدث       | النهائيات | النهائيات | النهائيات |
| رياضي        | الفئة | حدث       | نتيجة     | نقاط      | المركز    |
| ------------ | ----- | --------- | --------- | --------- | --------- |
| عامر العبادي | ف58   | دفع الجلة | 13.80     | -         | 4         |
| جميل الشبلي  | ف57   | دفع الجلة | 13.19     | -         | الثاني    |

### رفع الأثقال

#### الرجال
| رياضي          | حدث     | نتيجة | المركز |
| -------------- | ------- | ----- | ------ |
| معتز الجنيدي   | 82.5كجم | 185.0 | 10     |
| حيدرة الكواملة | 100كجم  | 187.5 | 10     |

#### نحيف
| رياضي       | حدث   | نتيجة | المركز |
| ----------- | ----- | ----- | ------ |
| فاطمة علاوي | 52كجم | 80.0  | 6      |

### كرة الطاولة

#### الرجال
| رياضي             | حدث          | الأدوار التمهيدية | الأدوار التمهيدية | الأدوار التمهيدية | الأدوار التمهيدية | ربع النهائي    | الدور نصف النهائي | النهائي / BM   | النهائي / BM |
| رياضي             | حدث          | نتيجة المواجهة    | نتيجة المواجهة    | نتيجة المواجهة    | المركز            | نتيجة المعارضة | نيجة المعارضة     | نتيجة المعارضة | المركز       |
| ----------------- | ------------ | ----------------- | ----------------- | ----------------- | ----------------- | -------------- | ----------------- | -------------- | ------------ |
| عماد ابراهيم خليل | فردي رجال 10 | ل 0-3             | ل 0-3             | ل 0-3             | 4                 | لم يتقدم       | لم يتقدم          | لم يتقدم       | لم يتقدم     |